# Nebeski Vladar
U kineskoj mitologiji, Nebeski Vladar (天皇, Tiānhuáng) bio je prvi kralj Kine, nakon Panguova vremena. Prema Yiwen Leijuu (藝文類聚), on je bio prvi od Tri Uzvišena.

## Biografija
Prema Shijiju Sima Qiana, Nebeski Vladar je imao 12 glava te je u drevno doba magijom ispunio Zemlju vodom, a umro je u dobi od 18 tisuća godina. Sima spominje i drugu priču, prema kojoj je Nebeski Vladar bio kralj koji je mnogo postigao, a imao je 12 djece, s kojima je upravljao svijetom.
Doveo je red među ljude, podijelivši stanovnike na mnoga plemena te izabravši najbolju osobu za vladara svakog plemena.
| Prethodnik: | Car Kine | Nasljednik:      |
| Nitko       | Car Kine | Zemaljski Vladar |

## Poveznice
- Kineska mitologija
- Tri Uzvišena i Pet Careva